# Serie A1 2008-2009 (hockey in-line)
La Serie A1 maschile di hockey in-line 2008-09 fu la 13ª edizione della manifestazione organizzata dalla FISR. La regular season si svolse tra il 15 novembre 2008 e il 26 aprile 2009.

## Regolamento
Le 12 squadre partecipanti disputarono un girone unico con partite di andata e ritorno, cui fecero seguito i play-off scudetto, ai quali presero parte, a partire dagli ottavi, le squadre classificate alle prime otto posizioni in graduatoria al termine della regular season. Le squadre classificate all'11º e al 12º posto retrocessero in Serie A2.
le squadre classificate al 9º e al 10º posto più le classificate al 3° e al 4° della Serie A2 disputarono i play-out.
A manifestazione in corso, Milano 17 RAMS rinunciò al campionato e fu esclusa; vennero riaggiornati calendario e classifica.

## Classifica
| Pos. | Squadra                             | Pt | G  | V  | P  | N | GF  | GS  | DR  |
| ---- | ----------------------------------- | -- | -- | -- | -- | - | --- | --- | --- |
| 1.   | Asiago Vipers                       | 52 | 20 | 17 | 2  | 1 | 155 | 49  | 106 |
| 2.   | Edera Belletti Trieste              | 50 | 20 | 16 | 2  | 2 | 140 | 52  | 88  |
| 3.   | Diavoli Vicenza                     | 42 | 20 | 13 | 4  | 3 | 99  | 60  | 39  |
| 4.   | Lions Arezzo                        | 34 | 20 | 11 | 8  | 1 | 92  | 77  | 15  |
| 5.   | H.C. Milano 24 Quanta               | 33 | 20 | 10 | 7  | 3 | 86  | 73  | 13  |
| 6.   | Pirati Civitavecchia                | 30 | 20 | 9  | 8  | 3 | 97  | 78  | 19  |
| 7.   | Libertas Forlì                      | 29 | 20 | 9  | 9  | 2 | 75  | 100 | -25 |
| 8.   | Polet Trieste                       | 22 | 20 | 7  | 12 | 1 | 85  | 93  | -8  |
| 9.   | Ferrara Hockey                      | 11 | 20 | 3  | 15 | 2 | 58  | 140 | -82 |
| 10.  | H.C. Draghi Torino                  | 10 | 20 | 3  | 16 | 1 | 58  | 140 | -82 |
| 11.  | Favero Health Projects Montebelluna | 7  | 20 | 2  | 17 | 1 | 54  | 139 | -85 |
| 12.  | Milano 17 RAMS*                     | 0  | 0  | 0  | 0  | 0 | 0   | 0   | 0   |

- esclusa dal campionato nazionale di serie A1 in seguito a rinuncia; tutte le gare disputate dalla società Milano 17 Rams sono annullate e i relativi punteggi posti nel nulla. Le squadre che in calendario affrontano Milano 17 Rams osservano un turno di riposo.

| Ammesse ai play-off scudetto | Ammesse ai play-out | Retrocesse in Serie A2 |

## Play-off scudetto

### Tabellone
|  | Quarti di finale | Quarti di finale       | Quarti di finale       | Quarti di finale | Quarti di finale |  |  | Semifinali             | Semifinali             | Semifinali      | Semifinali      | Semifinali      |   |   | Finale        | Finale        | Finale        | Finale | Finale | Finale | Finale |  |
|  |                  |                        |                        |                  |                  |  |  |                        |                        |                 |                 |                 |   |   |               |               |               |        |        |        |        |  |
|  | 1                | Asiago Vipers          | Asiago Vipers          | 11               | 11               |  |  |                        |                        |                 |                 |                 |   |   |               |               |               |        |        |        |        |  |
|  | 8                | Polet Trieste          | Polet Trieste          | 2                | 1                |  |  | Asiago Vipers          | Asiago Vipers          | Asiago Vipers   | 5               | 9               |   |   |               |               |               |        |        |        |        |  |
|  | 5                | H.C. Milano 24 Quanta  | H.C. Milano 24 Quanta  | 2                | 2                |  |  | Lions Arezzo           | Lions Arezzo           | Lions Arezzo    | 4               | 3               |   |   |               |               |               |        |        |        |        |  |
|  | 4                | Lions Arezzo           | Lions Arezzo           | 6                | 6                |  |  |                        |                        |                 |                 |                 |   |   | Asiago Vipers | Asiago Vipers | Asiago Vipers | 2      | 11     | 4      | 5d.r.  |  |
|  | 3                | Diavoli Vicenza        | Diavoli Vicenza        | 8                | 5                |  |  |                        |                        | Diavoli Vicenza | Diavoli Vicenza | Diavoli Vicenza | 3 | 4 | 2             | 4             |               |        |        |        |        |  |
|  | 6                | Pirati Civitavecchia   | Pirati Civitavecchia   | 1                | 3                |  |  | Diavoli Vicenza        | Diavoli Vicenza        | 5               | 1               | 4               |   |   |               |               |               |        |        |        |        |  |
|  | 7                | Libertas Forlì         | Libertas Forlì         | 3                | 1                |  |  | Edera Belletti Trieste | Edera Belletti Trieste | 1               | 2               | 2               |   |   |               |               |               |        |        |        |        |  |
|  | 2                | Edera Belletti Trieste | Edera Belletti Trieste | 4                | 3                |  |  |                        |                        |                 |                 |                 |   |   |               |               |               |        |        |        |        |  |